# Пустомытовский район
Пусто́мытовский райо́н (укр. Пустомитівський район) — упразднённая в 2020 году административная единица Львовской области Украины. Административным центром был город Пустомыты.

## История
Звенигород Галицкий известен тем, что там нашли 3 берестяных грамоты XII века — единственные известные на настоящий момент берестяные грамоты с территории Украины.
На территории Пустомытовского района были открыты поселения зарубинецкой и пшеворской культур (Зубра, Пасеки-Зубрецкие, Сокольники I—II).
4 марта 1959 года к Пустомытовскому району был присоединён Щирецкий район.
В рамках административно-территориальной реформы 2020 года вошёл в состав Львовского района.

## Население

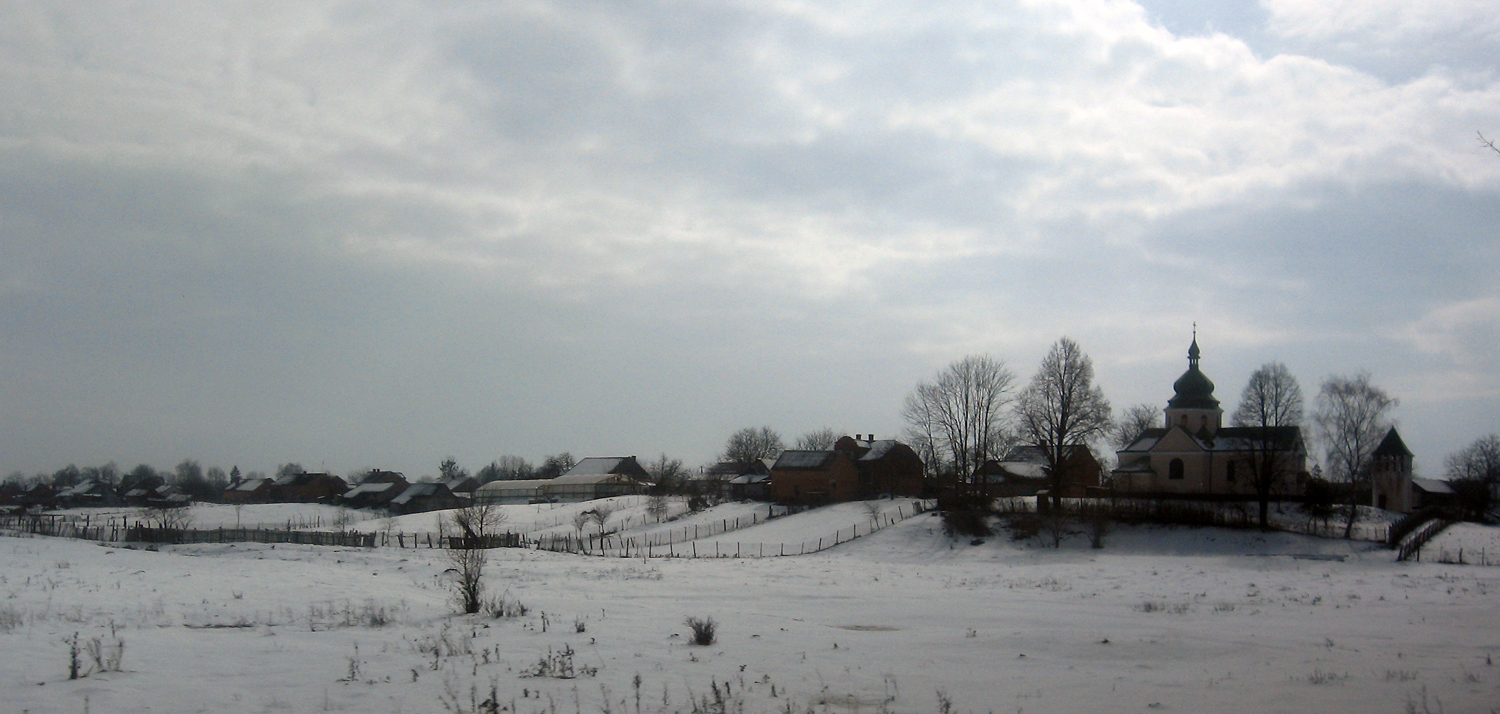
Вид на село Гамалеевка в Пустомытовском районе

По результатам всеукраинской переписи населения 2001 года в районе проживало 112 тысяч человек (100,8 % по отношению к переписи 1989 года), из них русских — 0,9 тысяч человек (0,8 %) и поляков — 0,6 тысяч человек (0,5 % по отношению ко всему населению).